# Liga Nacional Superior de Voleibol Femenino 2018-19
La Liga Nacional Superior de Voleibol del Perú (oficialmente Liga Nacional de Voleibol Femenino "Copa Movistar" por razones de patrocinio, es la máxima competición de este deporte en el Perú, siendo la edición 2018-19, la decimoséptima en su historia. Se iniciará el 23 de noviembre de 2018 con el partido entre Jaamsa y Universidad César Vallejo. Su organización, control y desarrollo están a cargo de la Federación Peruana de Voleibol (FPV).

## Equipos participantes
| Club                      | Ciudad   | Entrenador       |
| ------------------------- | -------- | ---------------- |
| Alianza Lima              | Lima     | Carlos Aparicio  |
| Circolo Sportivo Italiano | Lima     | Walter Lung      |
| Géminis de Comas          | Lima     | Martín Escudero  |
| Jaamsa                    | Lima     | Juan Carlos Gala |
| Club de Regatas Lima      | Lima     | Marco Queiroga   |
| Sporting Cristal          | Lima     | Byungtae Seo     |
| Túpac Amaru               | Lima     | José Castillo    |
| Universidad César Vallejo | Trujillo | Carlos Rivero    |
| USMP (Campeón Defensor)   | Lima     | Martín Rodríguez |
| Universidad SISE          | Lima     | Edwin Jiménez    |

## Primera etapa
– Clasificados a la Segunda Etapa.      – Disputan Cuadrangular de Ascenso o Permanencia de la LNSV.

### Tabla de posiciones
| Pos. | Equipo                           | J  | G  | P  | PTS |
| ---- | -------------------------------- | -- | -- | -- | --- |
| 1    | Club de Regatas Lima             | 18 | 13 | 5  | 39  |
| 2    | Alianza Lima                     | 18 | 12 | 6  | 37  |
| 3    | Universidad San Martin de Porres | 18 | 10 | 8  | 34  |
| 4    | Sporting Cristal                 | 18 | 11 | 7  | 32  |
| 5    | Universidad Cesar Vallejo        | 18 | 10 | 8  | 32  |
| 6    | Géminis de Comas                 | 18 | 12 | 6  | 31  |
| 7    | Jaamsa                           | 18 | 9  | 9  | 24  |
| 8    | Circolo Sportivo Italiano        | 18 | 7  | 11 | 18  |
| 9    | Túpac Amaru                      | 18 | 4  | 14 | 13  |
| 10   | Universidad SISE                 | 18 | 2  | 16 | 8   |

### Resultados
- Sede: Coliseo Niño Héroe Manuel Bonilla

| Fecha | Hora  | Partido                          | Partido | Partido                          | Resultado | S1    | S2    | S3    | S4    | S5    | Total   |
| ----- | ----- | -------------------------------- | ------- | -------------------------------- | --------- | ----- | ----- | ----- | ----- | ----- | ------- |
| 23.11 | 19:00 | Jaamsa                           | -       | Universidad César Vallejo        | 3-0       | 25-17 | 25-16 | 25-22 | -     | -     | 75-55   |
| 23.11 | 20:30 | Alianza Lima                     | -       | Universidad SISE                 | 3-1       | 21-25 | 25-12 | 25-14 | 25-14 | -     | 96-65   |
| 24.11 | 14:00 | Géminis de Comas                 | -       | Sporting Cristal                 | 3-0       | 25-0  | 25-0  | 25-0  | -     | -     | 75-0    |
| 24.11 | 16:00 | Universidad San Martín de Porres | -       | Túpac Amaru                      | 3-0       | 25-23 | 27-25 | 25-15 | -     | -     | 77-63   |
| 24.11 | 18:00 | Club de Regatas Lima             | -       | Circolo Sportivo Italiano        | 3-0       | 25-11 | 25-19 | 25-23 | -     | -     | 75-53   |
| 24.11 | 20:00 | Jaamsa                           | -       | Universidad SISE                 | 3-0       | 25-10 | 25-12 | 25-14 | -     | -     | 75-36   |
| 25.11 | 14:30 | Universidad San Martín de Porres | -       | Universidad César Vallejo        | 3-0       | 25-18 | 25-22 | 25-17 | -     | -     | 75-57   |
| 25.11 | 16:30 | Túpac Amaru                      | -       | Circolo Sportivo Italiano        | 1-3       | 25-20 | 17-25 | 21-25 | 23-25 | -     | 86-95   |
| 25.11 | 18:30 | Club de Regatas Lima             | -       | Sporting Cristal                 | 3-0       | 25-0  | 25-0  | 25-0  | -     | -     | 75-0    |
| 28.11 | 19:00 | Alianza Lima                     | -       | Géminis de Comas                 | 2-3       | 19-25 | 25-16 | 26-24 | 22-25 | 8-15  | 100-105 |
| 28.11 | 20:30 | Universidad San Martín de Porres | -       | Circolo Sportivo Italiano        | 3-0       | 25-17 | 25-14 | 25-18 | -     | -     | 75-49   |
| 30.11 | 19:00 | Universidad César Vallejo        | -       | Universidad SISE                 | 3-0       | 25-10 | 25-11 | 27-25 | -     | -     | 77-46   |
| 30.11 | 20:30 | Túpac Amaru                      | -       | Sporting Cristal                 | 3-0       | 25-0  | 25-0  | 25-0  | -     | -     | 75-0    |
| 01.12 | 14:00 | Jaamsa                           | -       | Géminis de Comas                 | 1-3       | 17-25 | 25-20 | 22-25 | 23-25 | -     | 87-95   |
| 01.12 | 16:00 | Universidad San Martín de Porres | -       | Universidad SISE                 | 3-0       | 25-12 | 25-12 | 25-12 | -     | -     | 75-36   |
| 02.12 | 14:00 | Universidad César Vallejo        | -       | Géminis de Comas                 | 0-3       | 21-25 | 16-25 | 16-25 | -     | -     | 53-75   |
| 02.12 | 16:00 | Circolo Sportivo Italiano        | -       | Sporting Cristal                 | 3-0       | 25-0  | 25-0  | 25-0  | -     | -     | 75-0    |
| 05.12 | 19:00 | Club de Regatas Lima             | -       | Alianza Lima                     | 3-2       | 25-23 | 25-14 | 22-25 | 17-25 | 16-14 | 105-98  |
| 05.12 | 20:30 | Universidad San Martín de Porres | -       | Sporting Cristal                 | 3-0       | 25-0  | 25-0  | 25-0  | -     | -     | 75-0    |
| 07.12 | 19:00 | Jaamsa                           | -       | Club de Regatas Lima             | 3-2       | 18-25 | 25-22 | 22-25 | 25-18 | 16-14 | 106-104 |
| 07.12 | 20:30 | Túpac Amaru                      | -       | Alianza Lima                     | 1-3       | 28-30 | 25-17 | 19-25 | 15-25 | -     | 87-97   |
| 12.12 | 19:00 | Universidad SISE                 | -       | Géminis de Comas                 | 2-3       | 25-21 | 27-25 | 22-25 | 15-25 | 10-15 | 99-111  |
| 12.12 | 20:30 | Circolo Sportivo Italiano        | -       | Alianza Lima                     | 1-3       | 18-25 | 15-25 | 25-23 | 18-25 | -     | 76-93   |
| 16.12 | 14:00 | Universidad César Vallejo        | -       | Club de Regatas Lima             | 3-1       | 25-23 | 25-22 | 8-25  | 25-18 | -     | 83-88   |
| 16.12 | 16:00 | Túpac Amaru                      | -       | Jaamsa                           | 0-3       | 19-25 | 23-25 | 14-25 | -     | -     | 56-75   |
| 09.01 | 19:00 | Universidad San Martín de Porres | -       | Géminis de Comas                 | 2-3       | 24-26 | 20-25 | 25-15 | 25-23 | 10-15 | 104-104 |
| 09.01 | 20:30 | Universidad SISE                 | -       | Club de Regatas Lima             | 0-3       | 11-25 | 17-25 | 11-25 | -     | -     | 39-75   |
| 11.01 | 19:00 | Sporting Cristal                 | -       | Alianza Lima                     | 0-3       | 22-25 | 19-25 | 23-25 | -     | -     | 64-75   |
| 11.01 | 20:30 | Circolo Sportivo Italiano        | -       | Jaamsa                           | 1-3       | 16-25 | 25-19 | 19-25 | 21-25 | -     | 81-94   |
| 25.01 | 00:00 | Alianza Lima                     | -       | Universidad SISE                 | 3-1       | 25-17 | 25-18 | 31-33 | 25-18 |       | 106-86  |
| 26.01 | 00:00 | Sporting Cristal                 | -       | Géminis de Comas                 | 3-1       | 25-17 | 25-14 | 20-25 | 25-18 |       | 95-74   |
| 26.01 | 00:00 | Universidad César Vallejo        | -       | Universidad San Martín de Porres | 3-1       | 25-20 | 25-23 | 22-25 | 25-23 |       | 97-91   |
| 26.01 | 00:00 | Circolo Sportivo Italiano        | -       | Túpac Amaru                      | 3-2       | 25-15 | 13-25 | 25-14 | 21-25 | 15-8  | 99-87   |
| 27.01 | 00:00 | Club Regatas Lima                | -       | Sporting Cristal                 | 3-0       | 25-19 | 25-23 | 25-14 |       |       | 75-56   |
| 27.01 | 00:00 | Universidas SISE                 | -       | Jaamsa                           | 3-1       | 25-20 | 17-25 | 25-12 | 25-21 |       | 92-78   |
| 27.01 | 00:00 | Géminis de Comas                 | -       | Alianza Lima                     | 3-0       | 25-18 | 26-24 | 25-23 |       |       | 76-65   |
| 30.01 | 00:00 | Universidad San Martín de Porres | -       | Circolo Sportivo Italiano        | 2-3       | 25-22 | 25-20 | 19-25 | 20-25 | 16-18 | 105-110 |
| 30.01 | 00:00 | Universidad César Vallejo        | -       | Universidad SISE                 | 3-2       | 25-16 | 25-16 | 23-25 | 15-25 | 15-9  | 103-91  |
| 02.02 | 00:00 | Club Regatas Lima                | -       | Alianza Lima                     | 2-3       | 18-25 | 23-25 | 25-19 | 25-23 | 13-15 | 104-107 |
| 02.02 | 00:00 | Universidad San Martín de Porres | -       | Universidad SISE                 | 3-0       | 25-10 | 25-18 | 25-13 |       |       | 75-41   |
| 02.02 | 00:00 | Sporting Cristal                 | -       | Circolo Sportivo Italiano        | 3-0       | 25-19 | 25-23 | 25-14 |       |       | 75-56   |
| 03.02 | 00:00 | Universidad César Vallejo        | -       | Géminis de Comas                 | 2-3       | 23-25 | 19-25 | 25-21 | 25-16 | 2-15  | 94-102  |
| 03.02 | 00:00 | Alianza Lima                     | -       | Túpac Amaru                      | 3-0       | 25-22 | 25-15 | 26-24 |       |       | 76-61   |
| 03.02 | 00:00 | Jaamsa                           | -       | Club Regatas Lima                | 0-3       | 13-25 | 24-26 | 19-25 |       |       | 56-76   |
| 06.02 | 00:00 | Universidad San Martín de Porres | -       | Sporting Cristal                 | 1-3       | 19-25 | 22-25 | 25-19 | 22-25 |       | 88-94   |
| 06.02 | 00:00 | Géminis de Comas                 | -       | Universidad SISE                 | 3-1       | 15-25 | 25-19 | 25-18 | 25-22 |       | 90-84   |
| 08.02 | 19:00 | Circolo Sportivo Italiano        | -       | Alianza Lima                     | 1-3       | 21-25 | 25-20 | 14-25 | 23-25 | -     | 83-95   |
| 08.02 | 20:30 | Universidad César Vallejo        | -       | Club Regatas Lima                | 3-1       | 18-25 | 25-22 | 25-22 | 25-22 | -     | 93-91   |

## Segunda Etapa (Ronda Final)
|  | Cuartos de final                                              | Cuartos de final                                              |                                  |                           | Semifinales                                     | Semifinales                                     |                           |                           | Final                                                   | Final                                                   |  |
|  | 23 de febrero - 1 de marzo, Coliseo Niño Héroe Manuel Bonilla | 23 de febrero - 1 de marzo, Coliseo Niño Héroe Manuel Bonilla |                                  |                           | 8 y 10 marzo, Coliseo Niño Héroe Manuel Bonilla | 8 y 10 marzo, Coliseo Niño Héroe Manuel Bonilla |                           |                           | 15, 17 y 24 de marzo, Coliseo Niño Héroe Manuel Bonilla | 15, 17 y 24 de marzo, Coliseo Niño Héroe Manuel Bonilla |  |
|  |                                                               |                                                               |                                  |                           |                                                 |                                                 |                           |                           |                                                         |                                                         |  |
|  |                                                               |                                                               |                                  |                           |                                                 |                                                 |                           |                           |                                                         |                                                         |  |
|  | Club Regatas Lima                                             | 1                                                             |                                  |                           |                                                 |                                                 |                           |                           |                                                         |                                                         |  |
|  | Club Regatas Lima                                             | 1                                                             |                                  |                           |                                                 |                                                 |                           |                           |                                                         |                                                         |  |
|  | Circolo Sportivo Italiano                                     | 2                                                             |                                  |                           |                                                 |                                                 |                           |                           |                                                         |                                                         |  |
|  | Circolo Sportivo Italiano                                     | 2                                                             |                                  | Circolo Sportivo Italiano | 2                                               |                                                 |                           |                           |                                                         |                                                         |  |
|  |                                                               |                                                               |                                  | Circolo Sportivo Italiano | 2                                               |                                                 |                           |                           |                                                         |                                                         |  |
|  |                                                               |                                                               | Universidad César Vallejo        | 0                         |                                                 |                                                 |                           |                           |                                                         |                                                         |  |
|  | Sporting Cristal                                              | 0                                                             | Universidad César Vallejo        | 0                         |                                                 |                                                 |                           |                           |                                                         |                                                         |  |
|  | Sporting Cristal                                              | 0                                                             |                                  |                           |                                                 |                                                 |                           |                           |                                                         |                                                         |  |
|  | Universidad César Vallejo                                     | 2                                                             |                                  |                           |                                                 |                                                 |                           |                           |                                                         |                                                         |  |
|  | Universidad César Vallejo                                     | 2                                                             |                                  |                           |                                                 |                                                 |                           | Circolo Sportivo Italiano | 1                                                       |                                                         |  |
|  |                                                               |                                                               |                                  |                           |                                                 |                                                 |                           | Circolo Sportivo Italiano | 1                                                       |                                                         |  |
|  |                                                               |                                                               | Universidad San Martín de Porres | 2                         |                                                 |                                                 |                           |                           |                                                         |                                                         |  |
|  | Jammsa                                                        | 2                                                             | Universidad San Martín de Porres | 2                         |                                                 |                                                 |                           |                           |                                                         |                                                         |  |
|  | Jammsa                                                        | 2                                                             |                                  |                           |                                                 |                                                 |                           |                           |                                                         |                                                         |  |
|  | Alianza Lima                                                  | 0                                                             |                                  |                           |                                                 |                                                 |                           |                           |                                                         |                                                         |  |
|  | Alianza Lima                                                  | 0                                                             |                                  | Jammsa                    | 0                                               |                                                 |                           | Tercer lugar              | Tercer lugar                                            |                                                         |  |
|  |                                                               |                                                               |                                  | Jammsa                    | 0                                               |                                                 |                           | Tercer lugar              | Tercer lugar                                            |                                                         |  |
|  |                                                               |                                                               | Universidad San Martín de Porres | 2                         |                                                 |                                                 |                           |                           |                                                         |                                                         |  |
|  | Universidad San Martín de Porres                              | 2                                                             | Universidad San Martín de Porres | 2                         |                                                 |                                                 | Universidad César Vallejo | 0                         |                                                         |                                                         |  |
|  | Universidad San Martín de Porres                              | 2                                                             |                                  |                           |                                                 |                                                 | Universidad César Vallejo | 0                         |                                                         |                                                         |  |
|  | Géminis de Comas                                              | 0                                                             |                                  |                           |                                                 |                                                 |                           |                           | Jammsa                                                  | 2                                                       |  |
|  | Géminis de Comas                                              | 0                                                             |                                  |                           |                                                 |                                                 |                           |                           | Jammsa                                                  | 2                                                       |  |
|  |                                                               |                                                               |                                  |                           |                                                 |                                                 |                           |                           |                                                         |                                                         |  |

### Cuartos de final

#### Llave 1
- Coliseo Niño Héroe Manuel Bonilla

| Fecha | Hora  | Partido    | Partido           | Partido | Partido                   | Resultado | S1    | S2    | S3    | S4    | S5    | Total  |
| ----- | ----- | ---------- | ----------------- | ------- | ------------------------- | --------- | ----- | ----- | ----- | ----- | ----- | ------ |
| 23.02 | 16:00 | IDA        | Club Regatas Lima | -       | Circolo Sportivo Italiano | 3-0       | 25-21 | 25-22 | 25-22 | -     | -     | 75-65  |
| 27.02 | 19:00 | VUELTA     | Club Regatas Lima | -       | Circolo Sportivo Italiano | 2-3       | 23-25 | 21-25 | 26-24 | 26-24 | 5-15  | 96-113 |
| 02.03 | 16:00 | EXTRA GAME | Club Regatas Lima | -       | Circolo Sportivo Italiano | 2-3       | 25-18 | 25-12 | 14-25 | 18-25 | 10-15 | 92-95  |

#### Llave 2
- Coliseo Niño Héroe Manuel Bonilla

| Fecha | Hora  | Partido | Partido          | Partido | Partido                   | Resultado | S1    | S2    | S3    | S4    | S5    | Total  |
| ----- | ----- | ------- | ---------------- | ------- | ------------------------- | --------- | ----- | ----- | ----- | ----- | ----- | ------ |
| 23.02 | 18:00 | IDA     | Sporting Cristal | -       | Universidad César Vallejo | 2-3       | 18-25 | 25-17 | 16-25 | 25-18 | 12-15 | 96-100 |
| 27.02 | 21:00 | VUELTA  | Sporting Cristal | -       | Universidad César Vallejo | 0-3       | 23-25 | 17-25 | 20-25 | -     | -     | 60-75  |

#### Llave 3
- Coliseo Niño Héroe Manuel Bonilla

| Fecha | Hora  | Partido | Partido | Partido | Partido      | Resultado | S1    | S2    | S3    | S4    | S5    | Total  |
| ----- | ----- | ------- | ------- | ------- | ------------ | --------- | ----- | ----- | ----- | ----- | ----- | ------ |
| 24.02 | 16:00 | IDA     | Jammsa  | -       | Alianza Lima | 3-1       | 23-25 | 25-23 | 25-13 | 25-21 | -     | 98-79  |
| 01.03 | 00:00 | VUELTA  | Jammsa  | -       | Alianza Lima | 3-2       | 22-25 | 25-19 | 25-17 | 20-25 | 15-13 | 107-99 |

#### Llave 4
- Coliseo Niño Héroe Manuel Bonilla

| Fecha | Hora  | Partido | Partido                          | Partido | Partido          | Resultado | S1    | S2    | S3    | S4    | S5 | Total |
| ----- | ----- | ------- | -------------------------------- | ------- | ---------------- | --------- | ----- | ----- | ----- | ----- | -- | ----- |
| 24.02 | 18:00 | IDA     | Universidad San Martín de Porres | -       | Géminis de Comas | 3-1       | 25-18 | 15-25 | 25-22 | 25-14 | -  | 90-79 |
| 01.03 | 00:00 | VUELTA  | Universidad San Martín de Porres | -       | Géminis de Comas | 3-1       | 25-13 | 25-20 | 23-25 | 26-24 | -  | 99-72 |

### Semifinal

#### Partidos de ida
- Coliseo Niño Héroe Manuel Bonilla

| Fecha | Hora  | Partido                   | Partido | Partido                          | Resultado | S1    | S2    | S3    | S4    | S5 | Total  |
| ----- | ----- | ------------------------- | ------- | -------------------------------- | --------- | ----- | ----- | ----- | ----- | -- | ------ |
| 08.03 | 19:00 | Circolo Sportivo Italiano | -       | Universidad César Vallejo        | 3-1       | 25-20 | 22-25 | 25-17 | 25-18 | -  | 97-80  |
| 08.03 | 20:30 | Jammsa                    | -       | Universidad San Martín de Porres | 1-3       | 20-25 | 31-33 | 25-19 | 18-25 |    | 94-102 |

#### Partidos de vuelta
- Coliseo Niño Héroe Manuel Bonilla

| Fecha | Hora  | Partido                   | Partido | Partido                          | Resultado | S1    | S2    | S3    | S4    | S5 | Total |
| ----- | ----- | ------------------------- | ------- | -------------------------------- | --------- | ----- | ----- | ----- | ----- | -- | ----- |
| 10.03 | 16:00 | Circolo Sportivo Italiano | -       | Universidad César Vallejo        | 3-1       | 25-17 | 22-25 | 25-17 | 25-18 |    | 97-77 |
| 10.03 | 18:00 | Jammsa                    | -       | Universidad San Martín de Porres | 2-3       |       |       |       |       |    |       |

### Tercer lugar
- Sede: Coliseo Niño Héroe Manuel Bonilla

| Fecha | Hora  | Partido | Partido                   | Partido | Partido | Resultado | S1 | S2 | S3 | S4 | S5 | Total |
| ----- | ----- | ------- | ------------------------- | ------- | ------- | --------- | -- | -- | -- | -- | -- | ----- |
| 15.03 | 19:00 | IDA     | Universidad Cesar Vallejo | -       | Jammsa  | 2-3       |    |    |    |    |    |       |
| 17.03 | 16:00 | VUELTA  | Universidad Cesar Vallejo | -       | Jammsa  | 1-3       |    |    |    |    |    |       |

### Final
- Sede: Coliseo Niño Héroe Manuel Bonilla

| Fecha | Hora  | Partido    | Partido                   | Partido | Partido                          | Resultado | S1    | S2    | S3    | S4    | S5    | Total   |
| ----- | ----- | ---------- | ------------------------- | ------- | -------------------------------- | --------- | ----- | ----- | ----- | ----- | ----- | ------- |
| 15.03 | 21:00 | IDA        | Circolo Sportivo Italiano | -       | Universidad San Martin de Porres | 2-3       | 25-22 | 22-25 | 25-17 | 20-25 | 10-15 | 102-104 |
| 17.03 | 18.00 | VUELTA     | Circolo Sportivo Italiano | -       | Universidad San Martín de Porres | 3-2       | 10-25 | 25-27 | 25-22 | 27-25 | 15-11 | 102-110 |
| 24.03 | 19:00 | EXTRA GAME | Circolo Sportivo Italiano | -       | Universidad San Martín de Porres | 2-3       | 10-25 | 25-22 | 25-16 | 16-25 | 12-15 | 88-103  |

## Posición Final
|  | Representa al Perú en el Sudamericano de Clubes 2020 |

| Pos.              | Equipo                           |
| ----------------- | -------------------------------- |
| Medalla de oro    | Universidad San Martín de Porres |
| Medalla de plata  | Circolo Sportivo Italiano        |
| Medalla de bronce | Jaamsa                           |
| 4                 | Universidad César Vallejo        |
| 5                 | Club de Regatas Lima             |
| 6                 | Alianza Lima                     |
| 7                 | Sporting Cristal                 |
| 8                 | Géminis de Comas                 |
| 9                 | Túpac Amaru                      |
| 10                | Universidad SISE                 |

| Campeón de la Liga Peruana       |
| -------------------------------- |
| Universidad San Martín de Porres |